# レグルス
レグルス (Regulus)は、しし座α星、しし座で最も明るい恒星で全天21の1等星の1つ。1等星の中では最も暗い。

## 概要
ほぼ黄道上にあり、航海位置の計測の基準となる常用恒星となっている。

### 連星系
4個の星が各2個のペアになって互いに回っている多重連星である。主星はB型主系列星、または準巨星に分類され、中心核の水素の核融合を終える段階にある。主星からわずか0.35au離れた位置に0.3太陽質量程度の白色矮星があり、40.11日の周期で互いの共通重心を回っているとされる。この伴星の質量は白色矮星の下限値（0.55太陽質量）を大きく下回るが、巨星へと進化する過程で構成する物質が現在の主星に移動したものと考えられている。
もう一方は「HD 87884」と呼ばれ、太陽より暗く小さいK型主系列星とM型の赤色矮星が少なくとも97au離れた軌道を880年以上かけて互いを周回している連星系である。
2つの連星系は少なくとも4,200au離れており、125,000年以上かけて周っているものと考えられている。

### レグルスの形状
アメリカ・カリフォルニア州ウィルソン山天文台の光学干渉計施設（口径1m望遠鏡6台を使用）でレグルスの大きさ・形などの観測が行われ、その結果及び他で行われたスペクトル観測、コンピュータによるモデル計算によりレグルスの形が明らかになった。その結果、レグルスは高速で自転しているために赤道部分が遠心力で膨れ上がり、赤道半径は極半径より30%も大きいことがわかった。そのため、極の温度は15,100℃なのに対し、赤道部は10,000℃しかない（つまり、極は赤道部より5倍も明るい）。レグルスの自転軸は天の北極より86度も傾いている。しかも、レグルスの固有運動の向きはその自転軸の向きに一致している。
自転速度は秒速300km（時速108万km）を超え、所要時間は15.9時間である。自転速度があと16%早ければ、遠心力が重力を上回り、レグルスは崩壊してしまうだろう。

### レグルス食
1等星の中で最も黄道に近いため、定期的に月による食（掩蔽）が発生する。非常に稀ではあるが、惑星（水星と金星）によるレグルス食も発生する。前回は、金星によるレグルス食が1959年7月7日に起きた。次回の惑星によるレグルス食は、85年後の2044年10月1日の金星によるレグルス食の予定である。他の惑星によるレグルス食は、交点の位置の関係上、ここ2000-3000年の間は発生しない。

## 名称
学名は Alpha Leonis（略称：α Leo）。レグルス (Regulus) は、ラテン語で「（小さな）王」という意味である。これは元々、シュメールやバビロニアに起源を持つギリシャ語で「（小さな）王」を意味する Βασιλισκος に由来する。古代ローマではギリシャに倣って「王の星」を意味する stella regia と呼んだ。時代は下って、中世にアラビア語から訳された『アルマゲスト』では、「王」を意味する rex と記されている。Regulus という表記が初めて登場するのは1522年で、巷間この呼び名を初めて使ったと言われるニコラウス・コペルニクスの『天球の回転について』（1543年）よりも20年以上前のことである。2016年6月30日、国際天文学連合の恒星の固有名に関するワーキンググループは、Regulus をしし座α星の固有名として正式に承認した。なお、英語読みはレギュラスである。
別名のコル・レオニス (Cor Leonis) は、ラテン語で「獅子の心臓」を意味する。この名も「レグルス」同様にギリシャ語の Καρδια Λεοντος に由来する古い呼び名である。

## 備考
- 13世紀末の記録として、『伏見院御記』には、「木星が軒轅（けんえん）女主星（しし座α星）を犯す」と記述されている[16]。